# Труфаны
Труфаны — село в Гагаринском районе Смоленской области России. Входит в состав Гагаринского городского поселения.

## География
Деревня находится в 5 км к югу от города Гагарин.

### Климат
Климат характеризуется как умеренно континентальный, с холодной продолжительной зимой и тёплым летом. Средняя температура воздуха самого тёплого месяца (июля) — 19 °C (абсолютный максимум — 39 °C); самого холодного (января) — −13 °C (абсолютный минимум — −46 °C). Среднегодовое количество атмосферных осадков варьируется от 480 до 627 мм, из которых большая часть выпадает в тёплый период. Снежный покров держится в течение 150—160 дней.

### Часовой пояс
Труфаны, как и вся Смоленская область, находится в часовой зоне МСК (московское время). Смещение применяемого времени относительно UTC составляет +3:00.

## Население
Согласно переписи населения 2010 постоянное население отсутствует.

## Присечания
1. ↑  Труфаны Гагаринское городское поселение на онлайн карте Гагаринского района. Труфаны на карте России со спутника. Дата обращения: 11 ноября 2021. Архивировано 11 ноября 2021 года.
2. ↑  Федеральный закон от 03.06.2011 № 107-ФЗ «Об исчислении времени», статья 5 (3 июня 2011).